# Cossaye
 Cossaye  es una población y comuna francesa, situada en la región de Borgoña, departamento de Nièvre, en el distrito de Nevers y cantón de Dornes.

## Demografía
| 1111 | 1075 | 1006 | 1018 | 934 | 761 |
| Para los censos de 1962 a 1999 la población legal corresponde a la población sin duplicidades (Fuente: INSEE [Consultar]) |      |      |      |     |     |